# Les Élucubrations d'Antoine (album)
Pour les articles homonymes, voir Les Élucubrations d'Antoine.
 (juin 2015).
Si vous disposez d'ouvrages ou d'articles de référence ou si vous connaissez des sites web de qualité traitant du thème abordé ici, merci de compléter l'article en donnant les références utiles à sa vérifiabilité et en les liant à la section « Notes et références ».
Albums de Antoine
Antoine rencontre les problèmes
(1966)
Les Élucubrations d'Antoine est un album d'Antoine sorti en 1966, contenant notamment la chanson Les Élucubrations d'Antoine.

## Genèse de l'album
Les Élucubrations d'Antoine — Vogue LVLX 5630 — est le premier 33 tours d'Antoine paru en janvier 1966. Il propulse le jeune chanteur au rang de star. L’album inclut son premier 45 tours La Guerre. Ses chansons installent durablement dans l'esprit du public son personnage comme celui d'un libertaire et hédoniste.
L’album se compose d'une couverture ouvrante avec des photos à l’intérieur de Jean-Daniel Mercier, l’arrangeur de toutes ses chansons, d'Alain Boublil son éditeur, de Christian Fechner son directeur artistique, et de Donovan.

## Liste des chansons
| 1. | Qu'est ce qui ne tourne pas rond chez moi ? | Antoine | Antoine | 3:15 |
| 2. | Petite fille, ne crois pas                  | Antoine | Antoine | 2:40 |
| 3. | La Loi de 1920                              | Antoine | Antoine | 2:56 |
| 4. | Bruit de roses                              | Antoine | Antoine | 3:02 |
| 5. | Ne t'en fais pas pour ceux-là, ils rêvent   | Antoine | Antoine | 4:51 |
| 6. | La Guerre                                   | Antoine | Antoine | 2:59 |

| 1. | Les Élucubrations d'Antoine   | Antoine | Antoine | 3:09 |
| 2. | Pourquoi ces canons ?         | Antoine | Antoine | 1:43 |
| 3. | Une autre autoroute           | Antoine | Antoine | 3:28 |
| 4. | Métamorphoses exceptionnelles | Antoine | Antoine | 1:52 |
| 5. | J'ai oublié la nuit           | Antoine | Antoine | 3:39 |
| 6. | Autoroute européenne n° 4     | Antoine | Antoine | 2:02 |